# オール巨人
オール巨人（オールきょじん、1951年〈昭和26年〉11月16日 - ）は、日本の漫才師、歌手。漫才コンビオール阪神・巨人のメンバーで、主にボケ担当。相方はオール阪神。吉本興業所属。本名は南出 繁（みなみで しげる）。

## 来歴
1951年、大阪市天王寺区にて出生後、家業の都合で転居を繰り返す。その後、結婚までの時期を豊中市の北条で暮らす。中学3年生のころには身長が180cmほどになる。特に乱暴者や不良だったわけではないが、いつしかケンカが強い「設定」になっていた。学校では一目置かれるようになり、気がつけばたくさんの子分がいたという。
私立大阪商業高等学校（現・大商学園高等学校）卒業後は、学生時代から手伝っていた実家の鶏卵卸売り業に勤務する。その傍ら『素人名人会』など素人出演演芸番組で形態模写や漫談を披露した。このころ老人ホームや刑務所などへ慰問すべく素人の手伝いを探した際、同じく演芸番組の常連だった、6歳年下で当時高校生の高田昭徳（のちのオール阪神）と出会う。
臨時的に高田と組んで行った漫才が好評だったことから、高田と共に吉本興業への所属を勧められる。
当時の吉本には吉本総合芸能学院といった養成所がなく、誰かの弟子となるのが慣例的だった。しかし意中の島田洋之介・今喜多代は、島田一の介や今いくよ・くるよ、島田紳助など既に多くの弟子を抱えており、ちょうど付き人を探していた吉本新喜劇の岡八朗の弟子となる。岡からは一番弟子と認められていた。当時島田紳助と仲が良く、今喜多代からコンビ結成を勧められたが、吉本入りは高田とのコンビ結成が前提であり、また南出は高田の高校卒業を待っていたため、これを断った。
1975年2月、高校を卒業した高田も岡の弟子となり、南出はオール巨人、高田はオール阪神を名乗る。1975年4月までのおよそ9ヵ月間、岡八朗の弟子として過ごした。巨人は漫才師志望のため、新喜劇俳優（漫才師の活動歴はある）の岡から直接的に芸は学んでいないが、アドバイスは受けていた。
現在は大阪府吹田市在住。
2025年、約30年前に漫才の世界は厳しいと判断した弟子を両親に好きな車を買ってもらう条件で辞めさせたが、その弟子は納車日にその車の事故で亡くなったため自らの判断に悩んだ過去を明かし、今後弟子を取らないことを明言した。

## 人物
一時期は「せっかく夢を持って吉本に来たのだから」と、弟子入り志願者が10人居れば7～8人を採用したが、2019年現在は、弟子を取っていない。弟子の数は合計30人程度にのぼるが（うち一人のみ女性）、ほとんどは芸人を辞めていった。常識のない弟子に困ることもしばしばだったという。
巨人は”厳しい師匠”のイメージで語られがちだが、自身はその認識がないとのこと。弟子の失敗に怒りをみせたり謹慎を命じることもあるが、「師匠である自身が弟子と真剣に向き合っているからこそ、怒鳴ったり怒ったりすることもある」とした。また理由もなく手をあげる乱暴者ではないという。ちなみに一度だけ弟子に手をあげており、阪神の財布から現金を盗んだことをとがめるため。過去には謹慎をきっかけに弟子が辞めてしまい、そのさみしさを思うとあのとき許していればと自省するなど、師匠をやるのも難しいと語っている。
テレビ番組『EXテレビ』の企画で巨人の弟子になった有吉弘行が、兄弟弟子である堀之内裕史を歯が折れるまで殴打してしまう。暴力を振るった有吉に謹慎を言い渡したところ、知らぬ間に上京して「猿岩石」としてブレイクしていたという。その後、巨人と再会した有吉は土下座している。巨人は、なぜ連絡の一つもよこさなかったととがめたが、お前も辛かったんだろうと正式に破門とした。巨人のもとを離れて成功した例が有吉以外にもいくつかあり、”巨人の弟子をやめると売れる”という話が一時期生まれたという。後年、有吉がMCを務めるバラエティ番組に巨人がゲスト出演している。その際、番組におけるトークネタとしての側面はあるが、巨人の弟子につけて良かったとした有吉だが、猿岩石がブレイクするきっかけとなった6ヵ月のヒッチハイクと巨人のもとでの8ヵ月の弟子生活を比較し、再びどちらかやれと言われたらヒッチハイクを選ぶほど、18歳当時の自分には厳しかったと語っている。
弟子・元弟子には有吉のほか、きどゆういち、角田龍平、コラアゲンはいごうまんなどがいる。
弟子をとる際には履歴書および、心構えなどを記した書面を提出させ、それは全て保管しているという。
弟子については#ガチンコ!でも詳述する。
自身の持ち歌「男の子守唄」で第67回NHK紅白歌合戦に内定したが、ピコ太郎に先をやられたと漫才で語っている。
2006年8月9日放送の『ヨシモト∞』にて「最近は後輩とあまり食事ができなくてさみしい。誰からも連れてってくれといってもらえない。時代かなぁ」と語った。

## エピソード

### とろサーモン久保田との確執
自著である「漫才論 - 僕が出会った素晴らしき芸人たち - 」の中で、お笑いコンビとろサーモンに対して以下のように言及。
「実際にとろサーモンが王者になった2017年は、僕は和牛が優勝だと思っています。だから、最終決戦で和牛に投票した」
「僕を含めて当時のメンバーが5人で1人1人の票が重いと、審査員を増やしてくれと訴えたんです。それで2017年は7人に増えたと。このとき新しく入った2人がとろサーモンに入れたんですよね。そして、レギュラー審査員を務めていたうちの3人、つまり、僕と上沼さんと松本君は和牛を選んだ。故に、彼らは名誉ある敗退とも言われていました」
上記を読んだとろサーモン久保田が、自身は「恥辱の勝者」になるのかと、YouTubeチャンネルを通じての反論がきっかけ。
そもそも2017年に審査員を7人に増やしたのはオール巨人であり、後出しジャンケンのごとく記録に残る形で「書籍」に無許可で記載したことに対しても、「前までちょっと好きだったんですけど、今回読んでちょっと…。そうですね。嫌いになりましたね」と久保田は大きな落胆にも近い憤りを見せた。
その数週間後、お笑い賞レースで審査員として共演した際、対面による双方の謝罪を経て和解している。

### ガチンコ!
テレビ番組『ガチンコ!』にて、巨人に対し漫才師を育てる企画「漫才道」の講師依頼が打診された。「生まれてこの方やらせと嘘は大嫌い」と言う巨人は、やらせをしない、「演出」も極力控える条件でこれを承諾。
1週目の収録がはじまり、20-30人ほどの候補者の中にいた極めて態度の悪い人物を怒鳴りつけた巨人だったが、相手はうそぶく態度をとるだけだった。巨人は、「何を言うてんねん。お前な、漫才師になりたくてここに来たんなら、俺の言うことを聞け、嫌やったら帰れ！ お前が俺の弟子やったらパンパンやな、お前」と叱りつけた。「パンパンやな！！」はのちに評判となった台詞だが、巨人によればとっさに出た言葉であり、パンパンとはバチバチっと殴るぞ、ちゃんとやらないと手が出てるぞ程度の意味合いであり、恐らく怒りで興奮していたとしている。1週目の収録後、巨人は当該人物が番組側の仕込みではと疑いスタッフを問い詰めたがやらせの事実は否定された。ところが、2度目の収録前の週にテレビを見ていた巨人は、真面目な好青年として出演する当該人物を目にする。巨人は「やっぱりやらせか！」と激怒し、2度目の収録時にスタッフを叱りつけ、収録は中止となった。本心では同企画を降板したかった巨人だが、既に1週目が収録済みであることから、今後は自分の好きにさせてもらう、やらせは行わない、という条件でやむなく続行を選択する。それ以後、露骨な仕込みはなくなるが、スタッフが弟子へのビンタを要求するなどやらせを要求され立腹することもあったという。
この件に関し自著にて、口で言っても解らない子には殴るしかない時もあろうが、自分は誰にでも手を出すような乱暴者ではない。またテレビの企画とはいえ塾生を弟子のように思っているからむやみに怒るようなこともできない、としている。
前述のとおり、師匠として真剣に向き合うから怒鳴る時もあれば怒る時もあり、テレビ番組の企画ながら塾生たちと真剣に向き合った結果、「巨人は怖い」という印象を視聴者に与えてしまたったため、出演を悔やんだこともあるという。同企画で怖いイメージが定着したことにより、寿司屋を訪れると茶髪の店員を奥に隠したり、「ウニください」と普通に注文したら、「あれ、怖くないんですね」などと驚かれたという。
ガチンコへの出演は残念な結果に終わったと語る巨人だが、芸人として残っている数少ない弟子からは「巨人師匠は優しい」、また当時のファンの一部から「巨人さんは本当は優しいと知らしめたい」という発言が聞かれ、その気持ちは嬉しかったとしている。

### C型肝炎
1997年ごろ、虫垂炎の手術をした際にC型肝炎の罹患が発覚。様々なC型肝炎のタイプがある中で、最も完治しづらいウイルスに冒されていた。自覚症状がないことから治療に対してなかなか踏ん切りがつかず、還暦を前にした2010年2月にようやく治療を開始する。
巨人が受けたインターフェロン治療は、注射を行うと体温が39度を超え激しい頭痛と関節痛に見舞われ、副作用が2、30あるようなものだった（巨人の場合、耳鳴りに最も悩まされた。そのほか立ちくらみや味覚障害による食欲不振など）。こうした症状は当日のみならず、日常生活にも支障を来していた。ただし舞台上では時折目の前が真っ白になりながらも、漫才はしっかり行えていたという。2010年2月15日から19日に入院。そのつらさから家族に八つ当たりすることもあったが、仕事には穴をあけずこの注射を1年半にわたり毎週続けた。それから半年後の検査ではウイルスが検出されず、2012年現在は完治となっている。治療費は1年間でおよそ100万円かかったが、現在は助成金が支給されるため安価に治療できるとのこと。治療中の巨人は禁酒にくわえ、ゴルフも控えていたという。治療終了後には20人ほどが出席した「飲酒再開の会」を開催している。
ちなみに巨人が治療を開始する4-5年前に、同じくC型肝炎で巨人の妻もインターフェロン治療を行っている。注射後3、4日はずっとしんどいとへたりこんでいたという。

### 師匠・岡八朗
師匠である岡八朗を非常に尊敬・敬愛していると語る。弟子として専属したのは9ヵ月程度だが、離れても一生師匠は師匠、弟子は弟子と言い、酒に溺れ身を崩す岡をいさめ続けるなど、岡が死去するまで31年間師弟関係が続いた。巨人曰く、たまたまの縁で岡と師弟関係となったが、師匠である岡の深い愛情と大きな度量があったから今の自分があり、後年酒と怪我で身を崩した岡をいさめるようなことになっても、その尊敬心や信頼関係にはいささかの揺るぎもないという。また、本当に優しくて大きな師匠であり、岡八朗師匠に出会えて良かったと心から感じているとしている。岡からは非常に可愛がられ、怒られることはなかったという。
岡の葬儀後、彼の日記を読む機会があった。死去の2日前に書かれた内容で、岡最後の舞台である数日前に行われた芸能生活45周年公演についてのこと。舞台を非常に楽しんだことなどが記されるなか、巨人の本名を「南田」と誤記（実際は「南出」）しており、ここでそれはないだろうと、がっくりきたと冗談めかして著している。

### 門下時代
- 当時弟子だった巨人が、岡の迎えのために岡の車を一人で運転をしていて交通事故を起こしたことがある。これが公になれば岡八郎の名前が週刊誌で報道され、師匠の芸能活動に支障が出ると思案に暮れていたところ、岡から「自分の名前が載ってもかまへんから、警察に起きた事実を言うて来い」と指示されたという。警察に出頭すると、事故の相手（被害者）が免停中の運転だったことが発覚し、大事には至らなかった[57]。
- 岡の舞台復帰の際、娘との漫才のサポートを懇願され、事故の後遺症で台本をなかなか覚えられない岡にダメ出しするなど、漫才に対して厳しい態度でのぞみながら、衰えた師匠の姿にひそかに号泣するなど、深い師弟愛と芸に対する厳しさの両面をみせた。ただし、岡が亡くなる直前に巨人を「南田くん」と呼んだことがいまだに気がかりだという。後々に「師匠、僕は南出です…」とカメラの前でコメントを残している。また、師匠との思い出の店として、京都市内のとある豚肉お好み焼き屋の名前を挙げている。[要出典]

### その他
- 自他ともに認める酒豪であり嫌煙家。若いころは一滴も酒を飲めなかったが、岡の弟子となり鍛えられ、飲めるようになった[58]。上述のように一時期禁酒していた。なお、阪神は愛煙家かつ下戸で、巨人とは正反対である。
- 若手時代、いつもの調子で横山やすしが楽屋に現れ、若手芸人をあごで使っていた。見るに堪えないあまりの横暴さに、巨人は猛烈な剣幕で鎮めたという。やすしはその恐怖から、巨人を「巨人君」と呼ぶようになり、巨人もやすしを尊敬するようになったという。
- 学生のころに柔道を経験している[59]。
- 父親はまっすぐで人の良い好漢であり、尊敬しているという[60]。
- 普段は妻が初めての女だと言っているが、実は岡八朗のおごりでソープランドへ一度行ったことがある。ところが、初体験の緊張でうまく行為に至らなかったため、妻は二人目の女であるとも言えなくもないらしい。当時の巨人は「初めての女性と結婚しようと決めていた」そうである[61]。
- 島田紳助、明石家さんまは同期のライバルでありながら友人でもある大切な関係である。厳密には巨人が若干後輩にあたる（落語家としてのキャリアも含めれば、巨人が先輩になる[62]）が、さんまや紳助は「兄さん呼ばわりは勘弁してくれ」と言い、巨人が「紳ちゃん」「さんま」と呼ぶうちに、同期のような「俺、お前」の間柄となった[63]。桂小枝も同期で長年の飲み仲間だが、酒癖の悪さには閉口するという。
- 中学時代は陸上競技部に所属したが、ほどなくして退部している[64]。
- 師匠の岡八朗とともにゴルフを趣味とする。始めたきっかけは岡の影響。交流の輪が広がると考えたのが、ゴルフを始めた理由[65]。
- ゴルフ歴はおよそ30年。その腕前はプロゴルファーたちが賞賛するほどである。やしきたかじんや、引退後の上岡龍太郎らとゴルフに出かけるという。自身のブログ[要ページ番号]にて、参加したゴルフ大会の記載があり、優勝した上岡のほか、村上ショージ、明石家さんまなど、お笑い芸人以外では所ジョージ、板東英二などが参加している。ココリコの遠藤章造も参加予定だったが、同日遠藤が同じゴルフコースでプレーしている姿を目撃し、遠藤は罰金を科せられている。
- 大型二種免許を保有する。他人が運転する際は車酔いが酷く、大型バスに乗車すると運転手に頭を下げ自らハンドルを握って運転する。
- 妻は元吉本新喜劇の青木みき、娘は元吉本新喜劇の南出一葉、長男はプロゴルファー・タレントの南出仁寛。次男は一般人のため、メディアではほとんど扱われないが、TBS「しあわせ家族計画」に巨人が出場した登場している。
- 2007年に大阪で開催された第11回世界陸上選手権の有識者会議委員を務めた。
- 名前とは裏腹に、熱狂的な阪神タイガースファンである。本人曰く「阪神が負けた日におっちゃんに襲われることがある」という。2010年、長男・仁寛が中日ドラゴンズの主力投手・山井大介の妹と結婚を発表。巨人の芸名と中日の縁戚を持つ熱烈阪神ファンという賑やかな状態となった（山井本人はもともと阪神ファン）。
- 墓参りに情熱を傾けている。先祖を大切にする気持ちから、墓石をピカピカに磨き敷かれた石も全て洗う。
- 後輩芸人のしあつ野郎が巨人の物真似をしているが気に入っており公認である。そのほか太平サブローや兼光タカシも、巨人を物真似している。
- 2007年5月14日、次男に男児が誕生。
- 毎年9月8日のほか、オフ会を随時開催し、ファンとの交流を大事にしている。
- なすなかにし（松竹芸能所属・2000年結成）をベテランのお笑いコンビと勘違いして、「賞レースに出るな」と言ったことがある。
- 2019年3月14日放送の『ぐるぐるナインティナイン』の企画「勇気を出して…はじめての金髪ショー」が好評だったことから現在も金髪にしている。
- 運動や筋トレも趣味とする。何らかの事情で運動などができないと事前に判明した際は「今のうちにやっておく」といつも以上に発奮して行うほど[66]。

#### M-1グランプリ審査員
- 第7回M-1グランプリにて初の審査員を務めた。寸評の際には可能な限りアドバイスを行い、言葉が足りなかったと感じたコンビには、後で楽屋に赴きフォローを行うなど、真摯に取り組んだという[67]。また2007年に敗者復活から優勝したサンドウィッチマンが、クオリティに反してなぜ準決勝で落選したのか理解できず、それを率直にコメントしている[67]。
- 2012年の若手は「腕がある」と讃えていた。M-1で準決勝に残る腕を持った若手を自分たちの若手時代に連れて行けば、あっと言う間にスターになると評した[67]。
- 2007年から3年間および、2016年から2021年までM-1グランプリの審査員を務めた。自身のブログにて視聴者向けに採点基準をより明確に提示している。2010年大会では自身の体調を考慮して審査員を辞退している。2021年大会をもって上沼恵美子とともに審査員を引退。デイリーのインタビューにて「引退は2、3年前から決めてた。（審査は）めっちゃ疲れる。僕らに理解できひんような漫才に、理解したような顔してよう審査できん」と語っている[68]。

## 単独出演

### テレビバラエティ
- ガチンコ!（TBS）
- 痛快!エブリデイ（関西テレビ）- 木曜日ゲストコメンテーター
- ツッコメディ!痛快パラダイス（朝日放送）
- なんやモー目茶苦茶屋（朝日放送）
- 特ダネ野郎えぇチーム（朝日放送）
- 1、2、駐在さんダァ〜!!（朝日放送）
- あったか人情コメディ 湯けむりパラダイス!（朝日放送）
- なにわ人情コメディ 横丁へよ〜こちょ!（朝日放送）
- あん!（毎日放送）- 金曜日レギュラー
- っちゅ〜ねん!（毎日放送）- 金曜日レギュラー
- 教えて!ニュースライブ 正義のミカタ（朝日放送）- 週替りレギュラー
- M-1グランプリ（朝日放送）- 2021年まで審査員として出演

### テレビドラマ
- 夫婦善哉（NHK） - 八卦見 役
- ごちそうさん（NHK） - 社長 役

## ディスコグラフィ

### シングル
| #                    | 発売日          | A/B面        | タイトル                 | 作詞           | 作曲           | 編曲           | 規格品番     |
| EPIC・ソニー         | EPIC・ソニー    | EPIC・ソニー | EPIC・ソニー             | EPIC・ソニー   | EPIC・ソニー   | EPIC・ソニー   | EPIC・ソニー |
| -------------------- | --------------- | ------------ | ------------------------ | -------------- | -------------- | -------------- | ------------ |
| 1                    | 1982年 5月21日  | A面          | あんじょうやりや         | 喜多条忠       | BORO           | 船山基紀       | 075H-120     |
| 1                    | 1982年 5月21日  | B面          | 土佐堀川                 | 喜多条忠       | BORO           | 船山基紀       | 075H-120     |
| 2                    | 1983年 8月25日  | A面          | 墨絵色の街               | 秋元康         | ガンジー       | 大谷和夫       | 075H-168     |
| 2                    | 1983年 8月25日  | B面          | ブランコ・ララバイ       | 秋元康         | ガンジー       | 大谷和夫       | 075H-168     |
| ビクター             |                 |              |                          |                |                |                |              |
| 3                    | 1987年 10月21日 | A面          | 瞳の中で愛せたら         | 荒木とよひさ   | 馬飼野康二     | 田中公平       | SV-9280      |
| 3                    | 1987年 10月21日 | B面          | 夢だったね               | 荒木とよひさ   | 馬飼野康二     | 田中公平       | SV-9280      |
| よしもとミュージック |                 |              |                          |                |                |                |              |
| 4                    | 2011年 2月14日  | 01           | 桜の手紙                 | 荒木とよひさ   | 吉幾三         | 竜崎孝路       | YRCN-90135   |
| 4                    | 2011年 2月14日  | 02           | 夢叶わずも春遠からじ     | 荒木とよひさ   | 弦哲也         | 竜崎孝路       | YRCN-90135   |
| 5                    | 2015年 4月22日  | 01           | 天国への手紙             | 荒木とよひさ   | 杉本眞人       | 佐藤和豊       | YRCN-90246   |
| 5                    | 2015年 4月22日  | 02           | 通天閣も笑てるわ         | 荒木とよひさ   | 岡千秋         | 伊戸のりお     | YRCN-90246   |
| 5                    | 2015年 4月22日  | 03           | あんじょうやりや2015     | 喜多条忠       | BORO           | 林有三         | YRCN-90246   |
| 6                    | 2016年 5月18日  | 01           | 男の子守唄               | オオガタミヅオ | オオガタミヅオ | 若草恵         | YRCN-90255   |
| 6                    | 2016年 5月18日  | 02           | 大阪ロンリー・トゥナイト | オオガタミヅオ | オオガタミヅオ | 石倉重信       | YRCN-90255   |
| 7                    | 2021年 2月10日  | 01           | 夢浪漫                   | オオガタミヅオ | オオガタミヅオ | 十川ともじ     | YRCN-90321   |
| 7                    | 2021年 2月10日  | 02           | 誠!!浪速の晴れ姿         | 中村泰士       | 中村泰士       | かせだあきひろ | YRCN-90321   |
| 7                    | 2021年 2月10日  | 03           | Last my way              | 中村泰士       | 中村泰士       | かせだあきひろ | YRCN-90321   |

## 書籍
- 師弟 吉本新喜劇・岡八朗師匠と歩んだ31年（2012年）
- さいなら！C型肝炎（2014年）
- 漫才論 僕が出会った素晴らしき芸人たち（2022年）